# Lago Marsh
O Lago Marsh (ou Lago Mud) é um alargamento do rio Yukon a sudeste de Whitehorse, Yukon, Canadá. Tem mais de 30 quilômetros de comprimento e varia de três a quatro quilômetros de largura. O lago faz parte de uma cadeia de lagos, por vezes referida como "Os lagos do sul", eles formam as cabeceiras do rio Yukon.